# Le Petit Train bleu (film, 2011)
Ne doit pas être confondu avec Le Petit Train bleu (film, 1991).

Le Petit Train bleu (The Little Engine That Could) est un film d'animation britannique réalisé par Elliot M. Bour, sorti en 2011.

## Synopsis
Richard, petit garçon du monde réel, arrive au Royaume des Songes. Sa présence provoque la destruction du tunnel qui relie les deux mondes. Mini-Loco, le petit train bleu, va tout tenter pour ramener le jeune garçon chez lui. Mais il va devoir faire face à une terrible menace en affrontant le Train des cauchemars...

## Fiche technique
- Titre original : The Little Engine That Could
- Titre français : Le Petit Train Bleu
- Réalisation : Elliot M. Bour
- Scénario : David Koepp, John Kamps, Cliff Ruby et Elena Lesser d'après le livre de Watty Piper
- Direction artistique : Carol Kieffer Police
- Animation : Karen A. Keller (supervision)
- Layout : Chris Sherrod  (supervision)
- Montage : Joe Campana
- Musique : Heitor Pereira
- Production : Richard Rich
  - Production associé : Timothy Yoo
- Société de production : Crest Animation Productions, Universal Animation Studios
- Société de distribution : Universal Studios Home Entertainment
- Pays : Royaume-Uni
- Langue : anglais
- Format : Couleur - 35 mm - 1,78:1 - son stéréo
- Durée : 82 min
- Dates de sorties : 
  -  États-Unis : 22 mars 2011
  -  France : 21 aout 2012

## Distribution (voix)

### Voix originales
- Alyson Stoner : Little Engine
- Patrick Warburton : The Caboose
- Jeff Bennett : Red Engine #35
- Mocean Melvin : The Big Locomotive
- Jim Cummings : Rusty
- Rodney Saulsberry : The Freight Train
- Brenda Song : The Shiny Passenger Train
- Chelsea Erinne Evered : The Girl Train
- Jim Cummings : The Evening Express
- Ray Porter : The Nightmare Train
- Dominic Scott Kay : Richard
- Khamani Griffin : Marcus
- Michael Rodrigo : Scott
- Luke Williams : Stretch
- Jodi Benson : Jillian
- Corbin Bleu : Lou
- Rodney Saulsberry : Bud
- Jamie Lee Curtis : Bev
- Charlie Schlatter : Major
- Jeff Bennett : Hudson
- Whoopi Goldberg : Tower
- Khamani Griffin : Marcus
- Suzy Nakamura : le professeur

### Voix françaises
- Esther Aflalo : Mini-Loco
- Martin Enuset : Richard
- Maïk Darah : La tour
- Tony Beck : Oscar
- Nancy Philippot : Julia
- Jean-Paul Landresse : L'ancien
- Alexandra Correa : Prune
- Arthur Dubois : Marcus
- David Scarpuzza : Bob
- Julien Deboyer : Major
- Martin Spinhayer : Wagon Rogue
- Olivier Cuvellier : Train Blanc
- Stany Mannaert : Train des Cauchemars